# Luis Lobera de Ávila

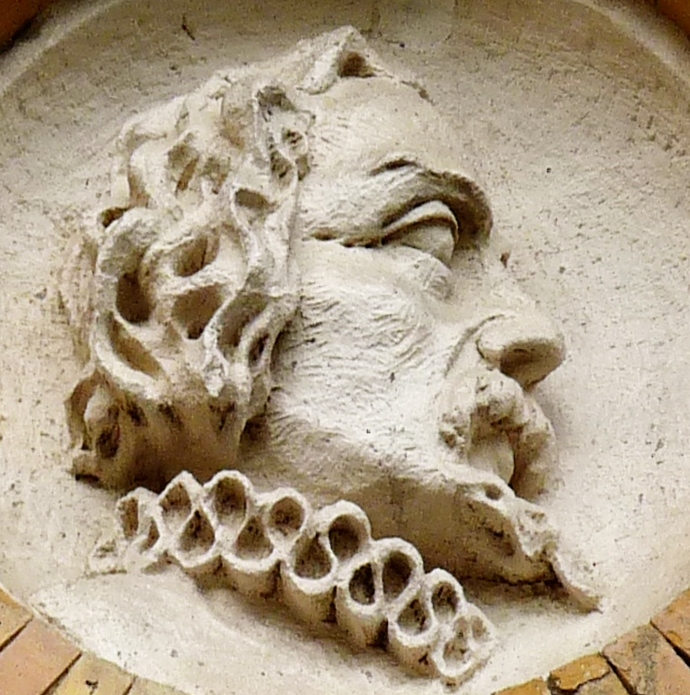
Medallón con un relieve representando a Lobera en la Antigua Facultad de Medicina de Zaragoza.

Luis Lobera de Ávila (Ávila, c. 1480-Aranda de Duero, 1551), médico español, fue médico de cámara del rey Carlos I y autor del libro sobre nutrición titulado: Banquete de nobles caballeros..., publicado en 1530. Las descripciones de este autor acerca de la alimentación del siglo XVI han sido fundamentales a la hora de investigar la historia de la gastronomía española de aquella época. Asimismo, escribió un Libro de anatomía que se considera el primer texto de anatomía impreso en España.

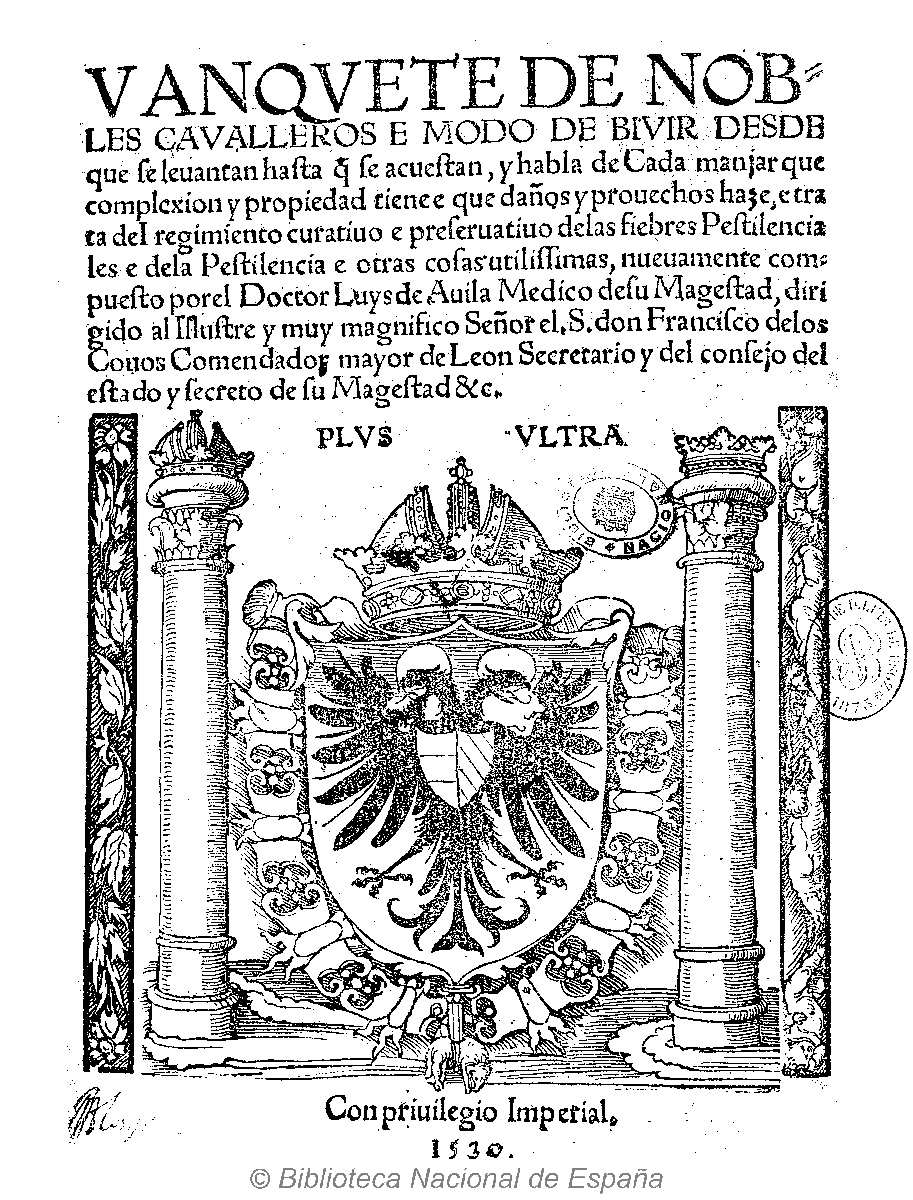
Vanquete de nobles cavalleros, Luis Lobera de Ávila, 1530.

## Biografía
Se sabe poco de la vida de este insigne doctor, que nació en la ciudad de Ávila y fue a estudiar anatomía a Francia. Ejerció de médico en los ejércitos de Carlos V y pronto pasó a ser médico de la Casa Real. Escribió libros sobre diversas materias médicas y algunos de ellos fueron traducidos a varios idiomas. Se casó con una hija de Alonso de Zuazo, alcalde de Cabezón de la Sal.

## Obra
- Vanquete de nobles cavalleros e modo de biuir desde que se leuantan hasta q[ue] se acuestan : y habla de Cada manjar que complexion y propiedad tiene e que daños y prouechos haze, e trata del regimiento curatiuo e preseruatiuo de las fiebres Pestilenciales e de la Pestilencia e otras cosas utilissimas nueuamente compuesto por el Doctor Luys de Auila ... (1530)
- Vergel de Sanidad... e modo de vivir desde que se levantan hasta que se acuestan, y habla de cada manjar, que complexión y propiedad tienen, que daños y provechos y hasta acerca del regimiento curativo e preservativo de las fiebres pestilenciales e de la pestilencia e otras cosas utilísimas. (1542)
- Remedio de cuerpos humanos y silva de experiencias y otras cosas utilísimas. (1542)
- Libro de Anatomía. (1542)
- Antidotario. (1542)
- Libro del regimiento de la salud, y de la esterilidad de los hõbres y mugeres, y d'las efermedades d'los niños y otras cosas vtilissimas.... (1530, otra ed. 1551)
- Libro de las quatro enfermedades cortesanas (catarro o rheuma, la gota, la calculosis renal y la sífilis o mal de bubas, que era considerado el más cortesano de todos los males).

## Biografía
- Luis S. Granjel. (1959), «Luis Lobera de Ávila», Universidad de Salamanca. Estudios de Historia de la Medicina Española, Volumen 1, Número 4, nueva serie.